# Ici (emittente radiofonica)
Ici è un network radiofonico francese, che comprende 44 radio pubbliche territoriali di prossimità.
Il contenuto è essenzialmente costituito da programmi locali di stazioni nelle regioni e nei dipartimenti trasmessi la sera, la notte e il pomeriggio da un canale nazionale. Fa parte del gruppo pubblico Radio France, in cui può essere paragonato a France 3 all'interno di France Televisions per la sua missione locale.

## Storia
La radio nacque nel 1980 come Radio Bleue e, successivamente, assunse il nome variabile di Radio France + dipartimento dal 1982 al 2000; nel 2000 si ristrutturò come France Bleu per iniziativa di Jean-Marie Cavada, amministratore delegato di Radio France. A partire dal 6 gennaio 2025 il nome dell'emittente diviene Ici.